# Glyphipterix fortunatella
Glyphipterix fortunatella is een vlinder uit de familie parelmotten (Glyphipterigidae). De wetenschappelijke naam is voor het eerst geldig gepubliceerd in 1908 door Walsingham.
De soort komt voor in Europa.